# Алан Миналия
Алан Лионел Миналия (на испански: Alan Lionel Minaglia) е аржентински футболист, който играе на поста вратар.

## Кариера
Миналия е юноша на Нуева Чикаго. Дебютира за мъжкия тим на 16 април 2016 г. при победата с 1:0 като домакин на Гилермо Браун.

### Ботев Враца
На 8 юли 2022 г. Алан е обявен за ново попълнение на врачанския Ботев.